# Alexander Sladek
Alexander Sladek (* 9. Juli 2004 in Wien) ist ein österreichischer Filmschauspieler.

## Biographie
Alexander Sladek wurde 2004 in Wien geboren.
Nach Abschluss der Volksschule spielte er in der „Okidoki“-Kinderserie „Knallgenial“, in der er an der Seite von Thomas Brezina drehte.
Danach besuchte er diverse Theaterkurse und wurde schließlich 2017 Mitglied der Schauspielakademie Gaaden.
Er verbrachte im Laufe der Jahre 2019/2020 ein Auslandsjahr in Florida, USA. Kurz darauf begann Alexander die Dreharbeiten für sein Spielfilmdebüt „Family Dinner“, in dem er, neben Schauspielern wie Pia Hierzegger, als Filipp in eine der Hauptrollen schlüpfte.
2022 maturierte er am BG/BRG Baden Biondekgasse in Baden bei Wien.

## Filmographie
- 2014–2016: Knallgenial (Fernsehreihe)
- 2022: SOKO Donau (Fernsehserie, Folge Blauer Montag)
- 2022: Family Dinner
- 2023: Die unsichtbare Grenze (Kurzfilm)